# Шайдех, Севил
Севил Шайдех (рум. Sevil Shhaideh, урождённая Джамбек; род. 4 декабря 1964, Констанца, Добруджа) — румынский экономист и политик.

## Биография
Родилась 4 декабря 1964 года в Констанце. Её мать, Мюэзель Джамбек, — крымская татарка (см. татары Румынии), отец, Саэдин Джамбек, — турок. В 1987 году Севил Шайдех окончила факультет экономического планирования и кибернетики Экономической академии в Бухаресте. Затем работала в сфере госуправления в жудце Констанца. Также Севил Шайдех занимала должность координатора Национального союза советов жудцов Румынии. С 2012 года работала госсекретарём в министерстве регионального развития.
С мая по ноябрь 2015 года Шайдех занимала пост министра регионального развития.
21 декабря 2016 года Альянс либералов и демократов и Социал-демократическая партия совместно предложили кандидатуру Севил Шайдех на пост премьер-министра. 27 декабря 2016 года президент Клаус Йоханнис отверг кандидатуру Шайдех. В случае назначения Севил Шайдех могла стать первой женщиной и первой мусульманкой, занимающей пост премьер-министра Румынии.

### Личная жизнь
Семья Шайдех — мусульмане, её мать приходится племянницей турецкому историку Кемалю Карпату.
Севил состоит в браке с сирийским бизнесменом Акрамом Шайдехом. По состоянию на июль 2015 года супруги владели тремя объектами недвижимости, расположенными на территории Сирии.